# Manuel Gutiérrez Nájera
Manuel Gutiérrez Nájera (Città del Messico, 1859 – 1895) è stato un poeta messicano.

## Biografia
Durante la sua vita si occupò di letteratura e di giornalismo.
Sua madre, María Dolores Nájera Huerta, fervente cattolica, cercò di instradarlo verso la carriera ecclesiastica e lo spinse, contemporaneamente alla lettura dei mistici spagnoli del Siglo de Oro; però Gutiérrez Nájera abbandonò ben presto il seminario.
Divenne celebre già agli esordi sia per le sue efficaci cronache scritte sotto vari pseudonimi (El Cura de Jalatlaco, El Duque Job, Puck, Junius, Recamier, Mr. Can-Can, Nemo, Omega), sia per le recensioni e le rassegne letterarie e teatrali e infine per i mirabili racconti, contrassegnati da una brillantezza e da una naturalezza sconosciute fino a quel momento nel suo Paese.
I suoi racconti, editi in due volumi intitolati Cuentos frágiles (Racconti fragili, 1883) e Cuentos color de humo (Canti color di fumo, 1890), vennero definiti dal critico letterario Torres Ríoseco: <<sono, a dispetto della loro forma alata e squisita, di una tale intensità tragica e di un realismo così inesorabile, che a volte la loro lettura ci opprime lo spirito>>.
Se l'ispirazione narrativa evidenziò, talvolta, influenze francesi (Musset, Gautier, Baudelaire, Flaubert) e inglesi, lo stile ed il linguaggio si rivelarono completamente inediti ed innovativi, per di più moderati da grande sicurezza e maturità dell'autore.
Le poesie, stampate solo parzialmente nel corso della sua carriera, vennero incluse in un'opera omnia postuma: Poesías (Poesie, 1896).
Anche se tramite i suoi articoli pubblicati dalla rivista Revista azul, fondata nel 1894 da lui stesso, Gutiérrez Nájera si definì un modernista dal punto di vista del gusto e della forma, le sue liriche mostrarono ancora varie aderenze con il Romanticismo. In effetti si trattò di un Romanticismo molto peculiare, così intenso, vivo, schivo, dolente, e manifestato con discrezione e con un velo di nostalgia, di grazie e di autoironia.
La Revista Azul, fulcro del modernismo messicano, si ispirò ad Alfred de Musset.
Pur non possedendo un repertorio molto vasto, si distinse nell'ambito della letteratura ispanoamericana per l'eleganza, per la delicatezza e l'equilibrio. Non è un caso se numerosi poeti sudamericani, tra i quali Casal e Darío, suoi successori, lo reputarono come un maestro.
Fu eletto deputato.